# 斉射

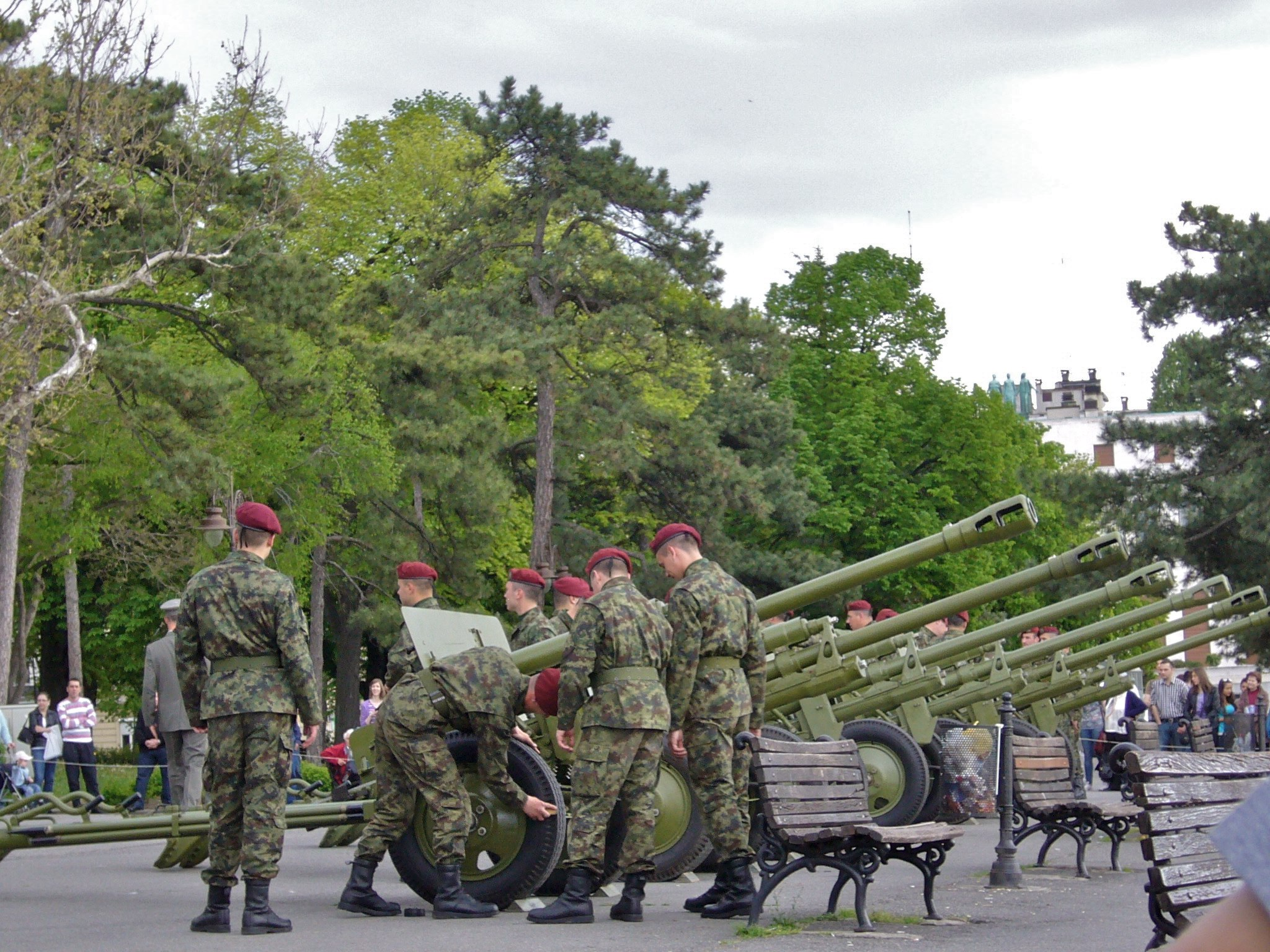
式典で斉射を行うため、ZiS-3 76mm野砲を準備する兵士たち

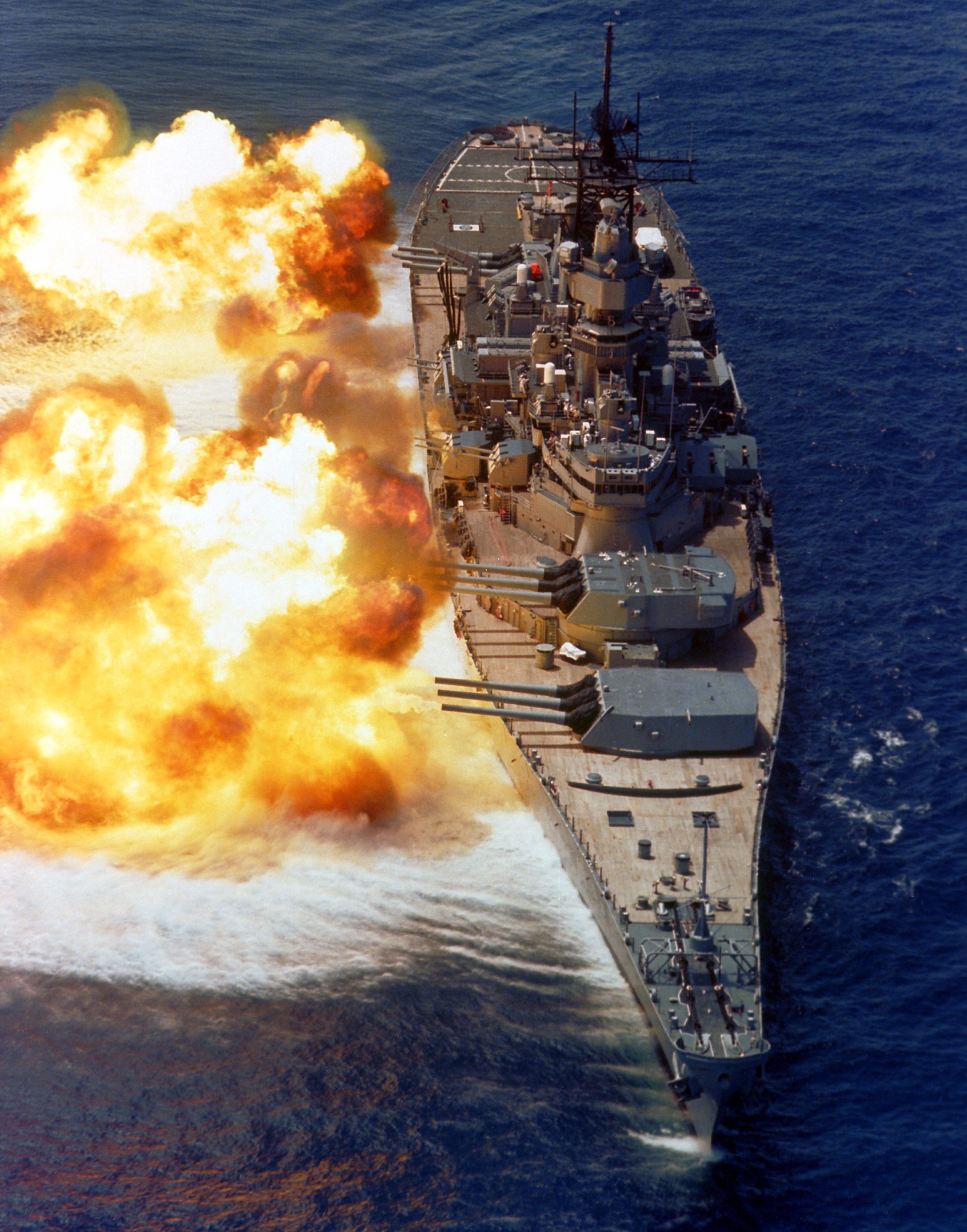
戦艦「アイオワ」の斉射

斉射（せいしゃ）は、大砲や銃を一斉に発射することである。目標に対して実弾を発射する場合に限らず、礼砲の場合も含む。

## 概要
前装式の小銃を使用していた時代の歩兵は、弾薬を装填して射撃するまでに時間がかかった。そこで、当時の射撃教練は、数段に分かれた横隊を用いることで、切れ間なくつるべ打ちに射撃を浴びせることができるよう設計されていた。ある段が斉射している間に、ほかの段は射撃に備えて装填作業を行うという仕組みであった。
「斉射」の語は、主に軍艦による舷側射撃、なかでも戦艦によるものを指すために用いられる。17世紀-19世紀の帆船時代の艦隊戦では、戦闘中の戦列艦は、なるべく多くの大砲を敵艦に指向して斉射できるよう機動を行っていた。このような斉射を行うことは、敵に十分な損害を与えるとともに混乱を生じさせ、砲身清掃と再装填の時間を稼ぐことがねらいであった。ホレーショ・ネルソンが用いた丁字戦法は、敵の戦列に交差するよう自軍の戦列を運動させ、敵艦の全長が撃ちぬける艦首・艦尾方向からの舷側斉射を実現させることで、敵に最大の損害を与えようというものであった。丁字戦法における最有効な斉射のタイミングは、前方の艦が敵戦列を過ぎて、多くの艦が斉射できる地点に至ったときとなる。
単一口径の主砲塔を備えた弩級戦艦の登場後、斉射は、片舷のうち半数の砲を用いて行われるようになった（交互射撃）。これは、弾着観測を的確に行い、かつ再装填と照準修正の時間を確保するためである。弩級戦艦における斉射では、砲弾が目標に向かって飛行する間に、再装填が行われる。戦艦の主砲が再装填を終えて射撃体勢に入り、照準を揃えるまでには30秒を要する。特に、前回の斉射の弾着を観測して、照準を修正するのに時間がかかる。この30秒間に、目標艦は18ノット（33km/h）で航行中なら、0.15海里（0.28km）もの距離を移動してしまっているのであり、しかも、照準を狂わせるために回避運動を行うこともしばしばだからである。4門の砲で同一諸元での斉射を行った場合、実際の弾着は、照準距離よりも遠くと近くに1発ずつ、おおむね狙い通りの距離には2発という具合に散布界を形成するものと推定される。そこで、斉射が「挟叉」の状態、すなわち、1発が遠弾（目標艦を超えて遠く）・1発が近弾（目標艦よりも手前）・残り2発が命中または至近弾となった場合、射撃指揮官たちは照準が正しい状態にあると判断できるのである。戦艦や巡洋艦の砲塔は、艦の高所に配置された砲術士官たちにより照準を指示される。砲術士官たちは、光学測距儀などの機器を用いて計測を行い、伝声管や伝令、後には電話を用いて各砲塔の照準手へ諸元を伝達した。技術の発展後は、射撃管制装置を用いて、砲塔を遠隔操作で照準させることもできるようになった。また、第二次世界大戦後半には、レーダーを用いて照準されるようになった。